# Ivan Bagarić
Ivan Bagarić (Mesihovina, Tomislavgrad, 11. studenoga 1961. – Tomislavgrad, 9. svibnja 2019.), hrvatski političar i liječnik. Bio je član HDZ-a RH i HDZ-a BiH. Na prvim slobodnim izborima održanim 1990. u BiH izabran za zastupnika u Parlament BiH (Vijeće općina). Dragovoljac Domovinskog rata, član GSSRH i načelnik saniteta HVO-a. Od 2003. do 2011. bio je zastupnik u Hrvatskom saboru. Bio je ravnatelj Doma zdravlja u Tomislavgradu.

## Mladost
Bagarić je rođen u Mesihovini kod Tomislavgrada, gdje je završio osnovnu školu i gimnaziju. Medicinu je završio na Medicinskom fakultetu u Sarajevu. Magistrirao je na temu "Medicinska služba Hrvatkog vijeća obrane kao model organizacije ratnog zdravstva" na medicinskom fakultetu u Zagrebu. Doktorirao je na temu "Kvaliteta zdravstvene skrbi nakon primarne artroplastike kuka" na Medicinskom fakultetu u Splitu.

## Politička djelatnost
Bagarić se politički aktivirao u samom početku demokratskih promjena (ranije nije bio politički angažiran) te je bio sudionik prvog sabora HDZ-a (Zagrebu, Lisinski 1990.). iste godine je na prvim slobodnim višestranačkim izborima izabran za zastupnika u Parlament BiH (Vijeće općina), a kasnije 1995. i u Parlament ustavotvorne skupštine BiH. Za vrijeme Domovinskog rata stekao je naklonost Andrije Hebranga, obnašao je dužnost zapovjednika ratnog zdravstva (Načelnik Glavnog sanitetskog stožera HVO-a) u Mostaru. Osobito se s kolegama dr. Ivanom Šarcem, dr. Radoslavom Juriljem, dr. Tonijem Kolakom, dr. Jadrankom Barišićem, dr Tugomirom Gverićem, dr Markom Radošem i drugima istaknuo u organizaciji ratnih bolnica diljem BiH te humanitarnom radu kada je s prof. dr. Slobodanom Langom, Antom Damjanovićem i Brankom Čulom pokrenuo humanitarnu pomoć za Srednju Bosnu, kada je dopremljena pomoć enklavi i narodu u Lašvanskoj dolini (poznatijom pod nazivom "Bijeli put za Novu Bilu i Bosnu Srebrnu"). Ivan Bagarić  Arhivirana inačica izvorne stranice od 19. listopada 2020. (Wayback Machine) je pokrenuo gradnju bolnice u Novoj Biloj na način da je pokojnom predsjedniku Franji Tuđmanu predložio da bude pokrovitelj izgradnje, što je Tuđman prihvatio. Također, s Ivanom Šarcem, Slobodanom Langom, Andrijom Hebrangom, Jurjem Njavrom, Ivicom Kostovićem i drugima pokrenuo je i osnivanje Medicinskog fakulteta u Mostaru i kasnije bio jedan od matičara fakulteta.            
Godine 2003. izabran je u Hrvatski sabor (11. izborna jedinica) gdje je obnašao dužnost zastupnika u dva mandata (2003. – 2011.). Njegovim zaslugama Vlada Republike Hrvatske u vrijeme Ive Sanadera, izdvojila sredstva za dovršetak izgradnje Kliničke bolnice u Mostaru te sredstva (300 milijuna kuna) za izgradnju Sveučilišnog kampusa  u Mostaru. Također, Bagarić je zaslužan i za potpisivanje međudržavnog sporazuma između RH i BiH kojim je riješen status stradalnika (poginulih, ranjenih i zatočenih) HVO-a. Kasnije je za vrijeme vlade Jadranke Kosor, pokrenuo donošenje Strategije i Zakona o odnosima RH i Hrvata izvan RH te Deklaracije o potpori hrvatskom narodu u BiH i BiH na putu u EU. Kao posljedica spomenute strategije i zakona, organiziran je Državni ured za Hrvate izvan RH (kao operativno tijelo Vlade RH) i Savjet za Hrvate izvan RH (savjetodavno tijelo Vlade RH). 
Međutim, u vrijeme raskola unutar HDZ-u BiH 2006., Bagarić je, kao gost, bio prisutan na osnivačkom saboru rivalskog HDZ-a 1990 kojem je predsjednik bio Božo Ljubić. Nedugo nakon toga smjenjen je s položaja ravnatelja Kliničke bolnice u Mostaru pod utjecanjem Dragana Čovića, predsjednika HDZ-a BiH.
Na parlamentarnim izborima 2011. nije ušao u Sabor, nakon čega je imenovan ravnateljem Doma zdravlja u Tomislavgradu. Osigurao je donaciju opreme za hitnu medicinsku službu koju je donirao ministar zdravstva Republike Hrvatske Rajko Ostojić s kojim je osobni prijatelj.